# 1917
1917 (MCMXVII) je bilo navadno leto, ki se je po gregorijanskem koledarju začelo na ponedeljek.

## Dogodki
- 1. januar - Turčija razglasi neodvisnost od zahtev evropskih velesil.
- 5. januar - Bolgarija in Nemško cesarstvo okupirata pristanišče Braila.
- 9. januar - Nemško cesarstvo se odloči začeti totalno podmorniško vojno.
- 10. januar - Antanta zavrne nemški predlog za mirovna pogajanja.
- 19. januar - v železniški nesreči pri Zagorju izgubi življenje 40 ljudi.
- 31. januar - Nemško cesarstvo razširi totalno podmorniško vojno tudi na nevralne ladje v vojnem območju.
- 8. marec (23. februar po julijanskem koledarju) - s strmoglavljenjem carja se prične februarska revolucija v Rusiji.
- 30. marec - Poljska je priznana kot neodvisna država.
- 6. april - Združene države Amerike vstopijo v prvo svetovno vojno z vojno napovedjo Nemčiji.
- 23. maj - italijanska vojska konča mesec trajajoče proteste anarhistov in protivojnih aktivistov v Milanu. 50 ljudi je ubitih in 800 aretiranih.
- 30. maj - Anton Korošec v dunajskem državnem zboru prebere Majniško deklaracijo, politično izjavo poslancev Jugoslovanskega kluba. V njej so zahtevali združitev Južnih Slovanov v monarhiji v avtonomno enoto.
- 4. junij - v New Yorku so prvič podeljene Pulitzerjeve nagrade.
- 13. junij - v močnem nemškem bombnem napadu na London je ubitih 162 ljudi, 432 je ranjenih.
- 16. – 17. julij - ruske čete se uprejo in se pričnejo umikati iz vzhodne fronte v Ukrajino. Med umikom na stotine vojakov postrelijo njihovi poveljniki.
- 20. julij - podpis krfske deklaracije, ki predvideva ustanovitev Kraljevine Jugoslavije.
- 20. – 28. julij - avstrijske in nemške sile zaustavijo ruski prodor v Galicijo.
- 15. oktober - Mata Hari je usmrčena zaradi vohunjenja za Nemčijo.
- 26. oktober - Brazilija napove vojno Centralnim silam.
- 2. november - Združeno kraljestvo z Balfourjevo deklaracijo obljubi podporo judovski državi v Palestini.
- 7. november (25. oktober po julijanskem koledarju) - delavci v Petrogradu pod Leninovim vodstvom napadejo začasno vlado Kerenskega - pričetek oktobrske revolucije.
- 15. november - Georges Clemenceau postane ministrski predsednik Francije.
- 26. november - v Montrealu je ustanovljena liga NHL.
- 6. december - Finska razglasi popolno samostojnost od Ruskega cesarstva.

## Rojstva
- 6. februar - Zsa Zsa Gabor, madžarsko-ameriška igralka († 2016)
- 6. marec - Donald Davidson, ameriški filozof († 2003)
- 17. marec - Marija Breznik, zastopnica slepih in slabovidnih († 1979)
- 8. april - Lev Ponikvar, slovenski glasbenik
- 25. april - Ella Fitzgerald, ameriška jazzovska pevka († 1996)
- 14. maj - William Thomas Tutte, angleško-kanadski kriptolog, matematik († 2002)
- 7. avgust - Charles Gald Sibley, ameriški ornitolog in molekularni biolog († 1998)
- 21. avgust - Janez Vipotnik, slovenski politik, novinar in pisatelj († 1998)
- 26. september - Tran Duc Thao, vietnamski postkolonialni marksistični filozof († 1993)
- 22. november - sir Andrew Huxley, angleški fiziolog in biofizik, nobelovec († 2012)
- 16. december - sir Arthur Charles Clarke, angleški pisatelj, izumitelj in futurolog († 2008)
- 21. december - Heinrich Böll, nemški pisatelj, nobelovec 1972 († 1985)

## Smrti
- 2. januar - Edward Burnett Tylor, britanski kulturni antropolog (* 1832)
- 16. januar - France Remec, slovenski dramatik in prevajalec (* 1846)
- 8. februar - Admiral Anton Haus, avstro-ogrski mornariški častnik ( * 1851)
- 17. marec - Franz Clemens Brentano, nemški psiholog in filozof (* 1838)
- 15. april - Janoš Murkovič, slovenski učitelj, pisatelj in glasbenik na Madžarskem (* 1839)
- 3. avgust - Ferdinand Georg Frobenius, nemški matematik (* 1849)
- 20. avgust - Johann Friedrich Wilhelm Adolf von Baeyer, nemški kemik, nobelovec (* 1835)
- 15. oktober - Mata Hari, nizozemska kurtizana in vohunka (* 1876)
- 15. november - Émile Durkheim, francoski sociolog (* 1858)
- 16. november - Adolf Reinach, nemški filozof (* 1883)
- 17. november - Auguste Rodin, francoski kipar (* 1840)

## Nobelove nagrade
- Fizika - Charles Glover Barkla
- Kemija - ni bila podeljena
- Fiziologija ali medicina - ni bila podeljena
- Književnost - Karl Adolph Gjellerup, Henrik Pontoppidan
- Mir - Mednarodni komite Rdečega križa